# Hot Rap Songs
Rap Songs é um gráfico semanal publicado pela Billboard nos Estados Unidos. Nesta lista aparecem as 25 canções mais populares de hip hop, calculadas semanalmente por airplay em emissoras de rádio rítmicas e urbanas. A canção que mais tempo permaneceu na primeira posição foi "Hot Boyz" de Missy Elliott, que permaneceu 16 semanas no topo do final de 1999 ao início de 2000.